# Сунь Чуньлань
Сунь Чуньлань (кит. 孙春兰; род. в мае 1950 года, пров. Хэбэй) — китайский государственный и политический деятель, член Политбюро ЦК КПК (2012—2022), заместитель Премьера Государственного совета Китайской Народной Республики (2018—2023).
В 2014—2017 годах завотделом единого фронта ЦК КПК. В 2012—2014 гг. глава Тяньцзиньского горкома КПК, в 2009—2012 годах глава Фуцзяньского пров. парткома КПК.
Стала второй за всю историю КПК женщиной, возглавившей партком провинции. Вместе с Лю Яньдун — две женщины — члены Политбюро ЦК КПК 18 созыва.
Член КПК с мая 1973 года, член ЦК (17 созыва, кандидат с 15 созыва), член Политбюро 18-19 созывов.

## Биография
По национальности хань.
Родилась в рабочей семье небольшого достатка.
Окончила по механике Аньшаньскую индустриально-технологическую академию в пров. Ляонин, где училась в 1965—1969 гг., после чего работала на Аньшаньской часовой фабрике, где затем в 1971—1974 гг. находилась на партработе.
В 1974—1978 гг. глава глава комсомольской ячейки Аньшаньского бюро лёгкой промышленности.
В 1978-91 гг. на руководящей и партийной работе на Аньшаньской текстильной фабрике. В 1988—1991 гг. также возглавляла Аньшаньскую женскую ассоциацию.
В 1989—1991 годах обучалась дистанционно на экономическом факультете Ляонинского университета в Шэньяне экономическому управлению.
В 1991—1993 гг. замглавы профсоюза пров. Ляонин. В 1993—1994 гг. глава женской ассоциации пров. Ляонин. В 1994—1997 гг. глава профсоюза пров. Ляонин.
Прошла в 1992-93 гг. годичную обучающую программу в ЦПШ при ЦК КПК. Окончила магистратуру в Ляонинском университете в Шэньяне, где обучалась в 1992—1995 гг.
В 1997—2005 гг. замглавы парткома КПК пров. Ляонин, также в 2001—2005 годах глава Даляньского горкома КПК (сменила в этой должности Бо Силая).
В 2005—2009 годах заместитель председателя Всекитайской федерации профсоюзов.
- В 2009—2012 годах глава парткома КПК пров. Фуцзянь (Восточный Китай), одновременно с 30.01.2010 года председатель ПК СНП провинции[3].
- С ноября 2012 года глава Тяньцзиньского горкома КПК. Сменила в этой должности Чжан Гаоли, избранного в Постоянный комитет Политбюро ЦК КПК 18 созыва[4].
- С 31 декабря 2014 года заведующая Отделом единого фронта ЦК КПК (по 2017).

Александр Габуев относит её к группировке «комсомольцев» в КПК.
Казахский китаевед Руслан Изимов также относит её к «комсомольцам», отмечая её как «наиболее верную сторонницу Ху Цзиньтао», которая работала в комсомоле вместе с Вэнь Цзябао.
Исследователь из РУДН С. А. Баров отмечал её близость к премьеру Ли Кэцяну, а также считал вероятным её выдвижение в 2017 году в Постоянный комитет Политбюро.
Несмотря на то, что её назначение в Отдел единого фронта формально можно было считать как понижение, учитывая обстоятельства, в которых оно произошло — профессор Bo Zhiyue в «The Diplomat» предполагал, что это могло означать, что её прочат в преемники главы ВК НПКСК Юй Чжэншэна (который из-за возрастных ограничений в 2017 году и должен был оставить свой пост), а следовательно и в Посткоме Политбюро. Однако туда она так и не попала, сохранив членство в Политбюро ЦК КПК 19-го созыва.
19 марта 2018 года делегаты первой сессии Всекитайского собрания народных представителей 13-го созыва утвердили Сунь Чуньлань на должность заместителя Премьера Государственного совета Китайской Народной Республики.